# Kupula (Glumpang Tiga)
Kupula is een bestuurslaag in het regentschap Pidie van de provincie Atjeh, Indonesië. Kupula telt 416 inwoners (volkstelling 2010).